# Озерное (Гвардейский городской округ)
Озёрное — посёлок в Гвардейском городском округе Калининградской области. До 2014 года входил в состав Озерковского сельского поселения.

## История
В 1946 году Гросс Братен, Кляйн Хоенхаген были переименованы в поселок Озерное.

## Население
| 2002 | 2010 |
| ---- | ---- |
| 11   | ↘6   |